# Ругуновец
Ругуновец (грч. Πολύκαστρο, Поликастро, тур. Karasuli, Карасули) је град у општини Пеонија у Грчкој, други по величини у округу Кукуш, на северу периферије Средишња Македонија, Грчка

## Положај
Град се налази у северном делу Македоније, на око 50 километара северно од Солуна, а близу границе са Северном Македонијом — 15 километара јужније. Град се сместио на северу Солунског поља, на реци Вардар. Околно подручје је равничарско и плодно, а на западу се издиже горостасни Кајмакчалан. Надморска висина града је 40-60 метара.

## Историја
Подручје Ругуновца насељено је у античко доба. У доба старе Грчке ово подручје је било на само ободу грчког света, у оквиру Античке Македоније. У раздобљу 7. и 8. века на овом подручју насељавају се Словени и јавља се насеље под именом Ругуновец. Град је био и у оквиру Душаново царства током 14. века, да би 1390. г. са остатком Македоније пао под власт Османлија.

## Становништво
Према бугарском географу и историчару, Василу Канчову, у Ругуновцу је 1900. године живело 320 Словена хришћана, 200 Турака, 55 Рома и 12 Черкеза.  После Грчко-турског рата месно муслиманско становништво исељено је у Турску, а на њихово место досељени су Грци из Бугарске и Мале Азије.
Ругуновец данас има око 6.600 становника. Данашње становништво је махом грчко са јаким словенским елементом. У граду живи и мања скупина Рома.